# 광명서초등학교
광명서초등학교는 대한민국 경기도 광명시에 있는 공립 초등학교이다.

## 학교 연혁
- 1982.09.01 광명서초 설립 인가
- 1984.09.07 광명서초등학교 개교(13학급)
- 2014.09.01 제12대 이우석교장 부임
- 2015.02.16 제27회 161명 졸업
- 2015.03.01 제13대 김은희 교장 취임
- 2015.03.02 초등학교 36학급/유치원 3학급 편성
- 2016.03.01 제14대 김선욱 교장 취임
- 2024.09.07 개교 40주년

## 참고 자료
- 광명서초등학교 - 한국교육학술정보원 학교알리미